# Орденская лента жёлтая
Орденская лента жёлтая (лат. Catocala fulminea) — ночная бабочка из семейства Erebidae.

## Внешний вид
Размах крыльев от 44 до 52 мм. В основном имеют коричневый окрас, но иногда бывают жёлтыми или серо-коричневыми. Рисунок передних крыльев очень характерен. Задние крылья красновато-жёлтого цвета с двумя чёрными полосами. Гусеница имеет особенно длинный спинной шип на восьмом сегменте. Помимо колючей окраски, «бахрома» с обеих сторон обеспечивает лучшую маскировку и, вероятно, лучшее сцепление с поверхностью в ветреную погоду.

## Распространение и среда обитания
Вид распространён от северной Испании и центральной Франции до Балтийского моря. Отсутствует или встречается редко на юге Альп, в Албании, Черногории и Греции. На востоке, однако, он более широко распространен. Более широкая область распространения простирается до Чёрного моря, Кавказа, южной Сибири и Тихого океана.
Вид можно встретить в тёплых, сухих и солнечных местах, таких как склоны, вырубки, опушки лесов, в долинах с многочисленными живыми изгородями, вдоль обсаженных деревьями просёлочных дорог и в фруктовых садах. Из-за особых требований к среде обитания этот вид становится всё более редким. Однако некоторые популяции всё ещё встречаются на юго-востоке Европы в умеренном поясе.

## Поведение
Время лёта с начала июня до начала августа, а появление гусениц — с конца марта до начала июня. Один из самых ранних видов Catocala, появляющихся в году. Гусеницы вылупляются из перезимовавших яиц, когда начинает цвести первый терновник. Питаются цветами до появления первых листьев. В зависимости от региона, сезон гусениц начинается раньше или позже и, соответственно, заканчивается тоже раньше или позже.
Гусеницы питаются в основном терновником, хотя в меньшей степени упоминаются боярышник (Crataegus), груша (Pyrus) и дуб (Quercus). Гусеницы имитируют маленькие веточки. Живут в нижней части дерева и, как и все гусеницы порядка ленточных, ведут ночной образ жизни Начинают питаться около полуночи; предпочитают побеги тростника и кустарниковые деревья. Мотыльки иногда пьют хоботком сок деревьев и, как и все виды ленточных гусениц, легко привлекаются приманкой.